# Tennis for Two
Vous lisez un « article de qualité » labellisé en 2016.
Tennis for Two est un jeu vidéo de tennis conçu en 1958 par William Higinbotham et développé par Robert Dvorak, souvent considéré comme le premier jeu vidéo de l'histoire. Le jeu est développé sur un ordinateur analogique Donner Model 30 dédié et relié à un oscilloscope qui sert d'écran. Le concept est présenté en 1958 et 1959 lors des portes ouvertes du laboratoire national de Brookhaven.
Le jeu, développé en quelques semaines, a pour but de montrer les avancées technologiques au grand public, à l'occasion des portes ouvertes du laboratoire. En période de guerre froide, Higinbotham souhaite montrer une image plus sympathique du monde de la recherche, alors que les esprits sont encore marqués par les premiers essais nucléaires des années 1950. À partir de documents sur la simulation de trajectoires de balles, il crée un concept de divertissement, sans utilité académique particulière, à l'aide d'un oscilloscope et d'un ordinateur analogique.
Le jeu reçoit un bon accueil auprès du public local, où des files d'attente se forment pour accéder à la machine, et il est présenté au public deux ans de suite. Malgré l'inventivité du concept pour l'époque, le jeu n'est plus utilisé après 1959, le laboratoire décidant de remplacer cette attraction par une autre aux portes ouvertes suivantes et de réutiliser les pièces pour d'autres recherches.
Le jeu n'est médiatisé qu'à partir des années 1970 et est considéré par plusieurs journalistes comme le premier jeu vidéo. D'autres professionnels du secteur, dont Ralph Baer, considèrent que ce titre revient soit à OXO, développé en 1952, soit à Spacewar!, premier jeu pour écran en 1962. Bien qu'aucun brevet n'ait été déposé à l'époque, la plus-value de l'invention étant alors considérée comme mineure par Higinbotham, il en revendiquera la paternité afin d'invalider un brevet de Magnavox sur les jeux à balles rebondissantes.

## Système de jeu

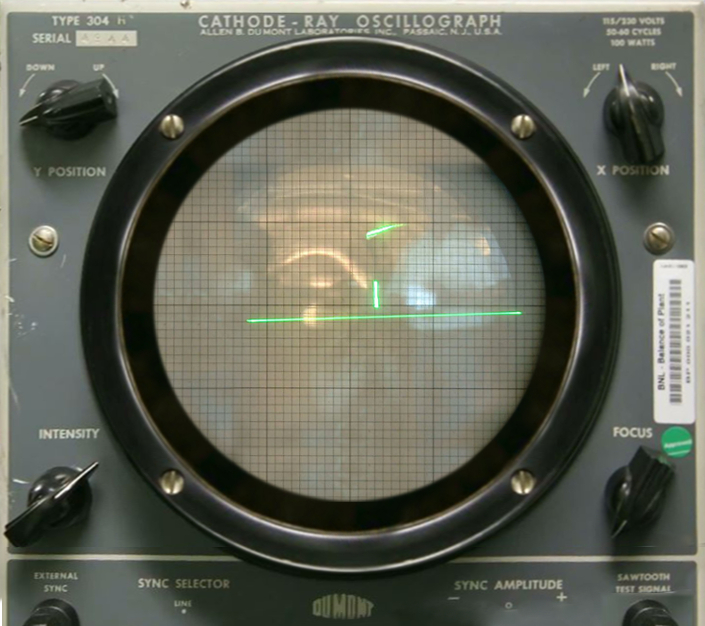
Tennis for Two sur un oscilloscope.

Le jeu ne comporte qu'un seul écran, affichant uniquement le terrain de jeu vu de côté, sans score ni indications textuelles. Une barre horizontale représente le sol (ou la table de tennis de table), tandis qu'une petite barre verticale au centre de l'écran représente le filet. Un point symbolise la balle, qui peut être renvoyée de chaque côté du filet par les joueurs,. Une traînée reste visible au passage de la balle pendant quelques instants.
Le jeu est affiché sur un oscilloscope de cinq pouces (12,7 cm) de diamètre où la balle et l'ensemble des lignes sont de couleur verte. Malgré l'absence de haut-parleurs, l'ordinateur relié à l'oscilloscope produit un son de clic à chaque fois que l'un des joueurs frappe la balle. La version améliorée de 1959 permet de régler certaines variables afin de modifier l'expérience de jeu. Il devient ainsi possible de changer la gravité, pour simuler une partie sur une autre planète, ou d'ajouter du vent afin de perturber les déplacements de la balle. Grâce à un bouton, les joueurs peuvent également choisir le côté du service et régler la hauteur du filet.
Les deux joueurs contrôlent chacun une raquette, non visible, de chaque côté de l'écran. Pour cela, ils utilisent un objet bricolé pour l'occasion, doté d'un bouton pour effectuer une frappe et d'un bouton rotatif pour régler l'angle de tir ; ce dispositif peut être considéré comme la première manette de jeu vidéo,,,. Pour commencer une partie, le joueur qui sert peut choisir l'angle de tir avant de lancer la balle en appuyant sur le bouton. Les joueurs peuvent ensuite renvoyer la balle dès qu'elle passe le filet. Il n'est pas possible de rater la balle, sauf si le joueur ne la renvoie pas avant qu'elle ne sorte de l'écran. Dans ce cas, ou si la balle termine sa course dans le filet, un des joueurs doit appuyer sur un bouton de la machine pour relancer une partie.

## Développement

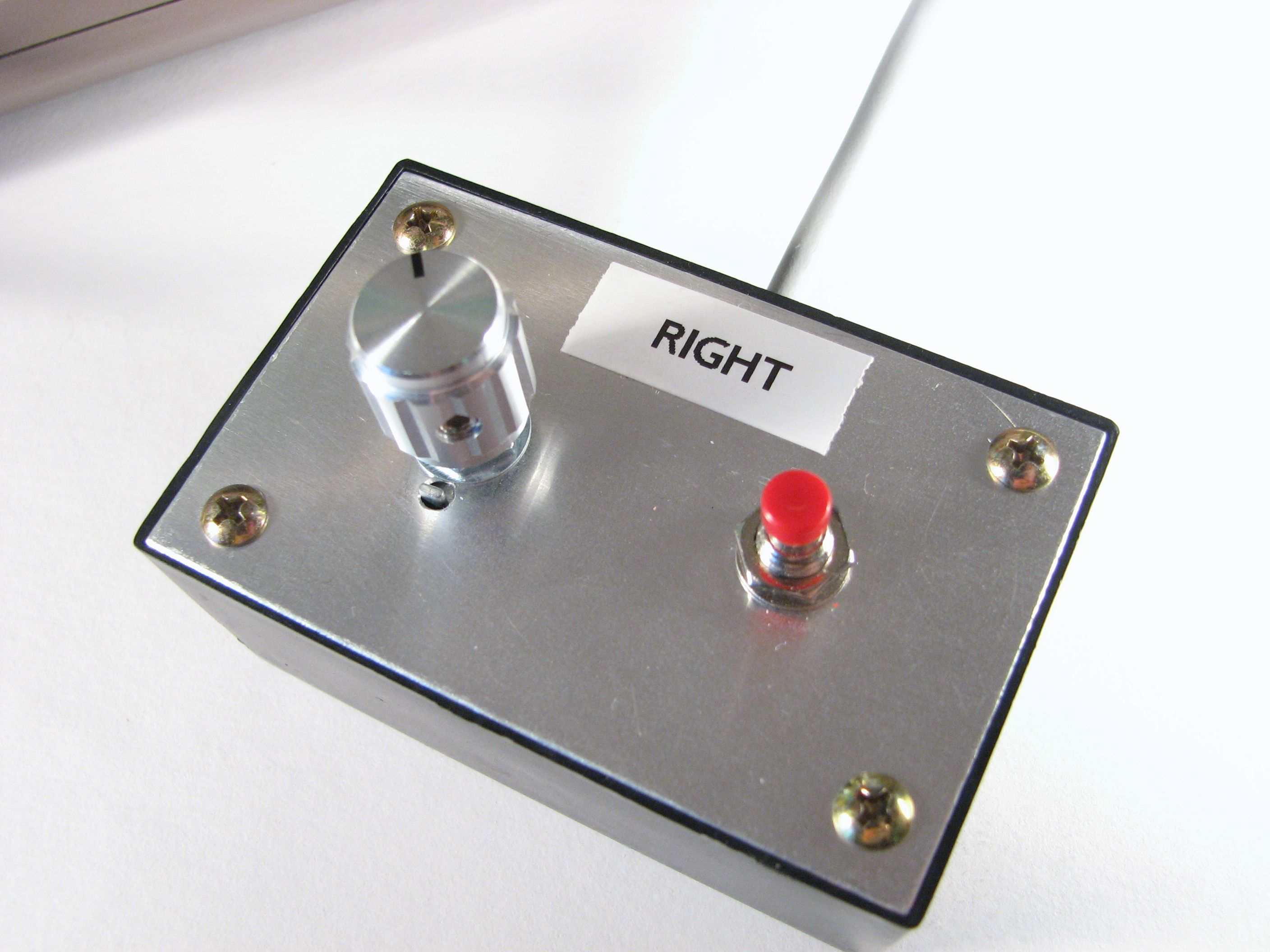
Paddle, utilisé pour jouer à Tennis for Two, avec le bouton de contrôle pour régler l'angle et le bouton de tir.

Le jeu est imaginé par William Higinbotham, un physicien qui a notamment travaillé sur le projet Manhattan (construction de la première bombe atomique américaine). Il fait partie de la branche instrumentation du laboratoire national de Brookhaven, qu'il a rejoint en 1948 et dont il est le chef depuis 1951. Son équipe a pour but de concevoir des machines permettant la lecture de données pour les autres expériences du laboratoire, par exemple un taux de radiation ou un rythme cardiaque.
En 1958, il découvre, dans la documentation des premiers ordinateurs du laboratoire, des explications sur la manière de simuler la trajectoire d'une balle de fusil, d'un missile ou d'une balle rebondissante. Le scientifique a alors l'idée de s'en servir pour créer un jeu de tennis,,. Dans le même temps, son équipe doit concevoir des démonstrations dans le cadre des portes ouvertes du laboratoire ayant lieu chaque automne. Habituellement, l'exposition est remplie de posters aux sujets très scientifiques tels que « Qu'est-ce que l'irradiation ? ». Sa division instrumentation essaye toutefois de créer des attractions plus « vivantes », et dans ce but, il souhaite réaliser un jeu pour les visiteurs, afin de montrer une autre facette de la science, plus accessible pour les non-initiés,,,. Il pense alors « que cela peut rendre la salle plus animée avec un jeu auquel les gens peuvent jouer, et cela véhiculera le message que les efforts des scientifiques peuvent avoir un intérêt pour la société »,. Un journaliste de Jeuxvideo.com avance, en 2015, que le jeu vidéo est alors « un moyen pour les chercheurs de montrer, pragmatiquement, à un public profane leurs avancées scientifiques dans leurs domaines de prédilection », créant ainsi un nouveau rapport entre l'Homme et la machine.
Pour les besoins de son projet, Higinbotham décide de relier un oscilloscope à deux contrôleurs grâce à un circuit électronique ; les contrôleurs comportent des boutons poussoirs et des boutons rotatifs. Selon Higinbotham, la conception du circuit est relativement simple, puisqu'il ne fait que reprendre les circuits fournis dans la documentation. Ainsi, le scientifique ne voit pas la chose comme une innovation mais plutôt comme une occasion de montrer au public le fonctionnement d'un ordinateur. En s'appuyant sur ses précédentes expériences avec les premiers outils électroniques et les radars, Higinbotham réussit à définir les besoins du jeu et dessine les plans de la machine en quelques heures.
Il demande ensuite l'aide de Robert Dvorak, un technicien spécialiste en électronique, qui développe le jeu et notamment la carte électronique en trois semaines. Pendant leurs tests, Higinbotham et Dvorak décident de supprimer un deuxième bouton du contrôleur, qui devait servir à faire varier la vitesse de la balle. Ils jugent que les joueurs pourraient avoir des problèmes à gérer un élément supplémentaire de contrôle. Après deux jours de débogage et d'ajustements, pour corriger les erreurs qui subsistent dans les schémas dessinés par Higinbotham,, le jeu est prêt pour le premier jour des portes ouvertes,.

### Matériel utilisé
Bien que les ordinateurs avec circuits intégrés fassent leur apparition à la fin des années 1950, le jeu est géré par un petit calculateur analogique Donner Model 30, utilisant une tension variable pour représenter l'information au lieu d'un système ouvert/fermé, qui fera l’unanimité par la suite[source insuffisante]. La machine est également constituée de dix amplificateurs opérationnels (quatre pour le calcul de la trajectoire de la balle et six pour les rebonds et le contrôle des joueurs) ainsi que de quelques résistances, condensateurs et relais, assemblés de façon non programmable,,.
L'affichage est réalisé par un oscilloscope de cinq pouces en 1958, puis d'entre 10 et 17 pouces l'année suivante, reliés à un circuit calculant la trajectoire via les amplificateurs opérationnels. Ceux-ci peuvent également déterminer si la balle touche le sol ou le filet, à l'aide d'un relais électromécanique, tandis qu'un autre amplificateur calcule le rebond.
Le jeu est un des premiers circuits à utiliser des transistors au germanium, commercialisés à la fin des années 1950. Ceux-ci prennent en charge les trois sorties de l'ordinateur (la balle, le court et le filet) et à les afficher alternativement à 36 Hz. Cela permet un affichage fluide à l'écran, où le joueur ne voit qu'une image, composée des trois signaux distincts envoyés par la machine,.

## Accueil
Le jeu est montré au public pour la première fois le 18 octobre 1958 lors des portes ouvertes du laboratoire national de Brookhaven. Dans ce cadre, « plusieurs centaines de visiteurs se pressent pour jouer au jeu de tennis électronique » et des files d'attente se forment,. Le public trouve le jeu amusant et, malgré son aspect rudimentaire, les joueurs sont captivés dès qu'ils ont le contrôleur en main. Dave Potter, qui a assisté Higinbotham pour la conception, se souvient dans une interview vingt ans plus tard que « ce sont les étudiants qui appréciaient le plus le jeu » et qu'il « était impossible de les faire s'arrêter de jouer ». La machine est tellement utilisée que les composants surchauffent au point de fondre, obligeant les ingénieurs à changer des pièces en pleine journée pour satisfaire la demande pendant les portes ouvertes.
Ce succès satisfait le laboratoire et la machine est de nouveau exposée lors des portes ouvertes de 1959. À cette occasion, des améliorations sont apportées au jeu qui se voit doté d'un écran d'oscilloscope deux fois plus grand et de la possibilité de changer la gravité pour simuler une partie jouée à la surface de Jupiter ou de la Lune. Des informations succinctes sur son fonctionnement sont exposées au-dessus de la machine, alors appelée Computer Tennis. La popularité de cette attraction inquiète même Higinbotham qui craint que les autres outils de recherches exposés ne soient oubliés, alors que le laboratoire est reconnu par plusieurs prix Nobel.
Malgré sa popularité lors de ces deux années d'exposition, la machine est ensuite démantelée, faute d'utilité concrète pour la science,,. Les pièces sont réutilisées pour d'autres expériences au sein du laboratoire. Par exemple, Higinbotham présente les années suivantes un écran affichant le passage de rayons cosmiques dans une chambre à étincelles,. La machine Tennis for Two ne bénéficie d'aucune médiatisation en dehors du laboratoire et elle est oubliée pendant une vingtaine d'années. Selon la journaliste Heater Chaplin, le jeu fut toutefois l'attraction la plus populaire de toutes les portes ouvertes de Brookhaven.

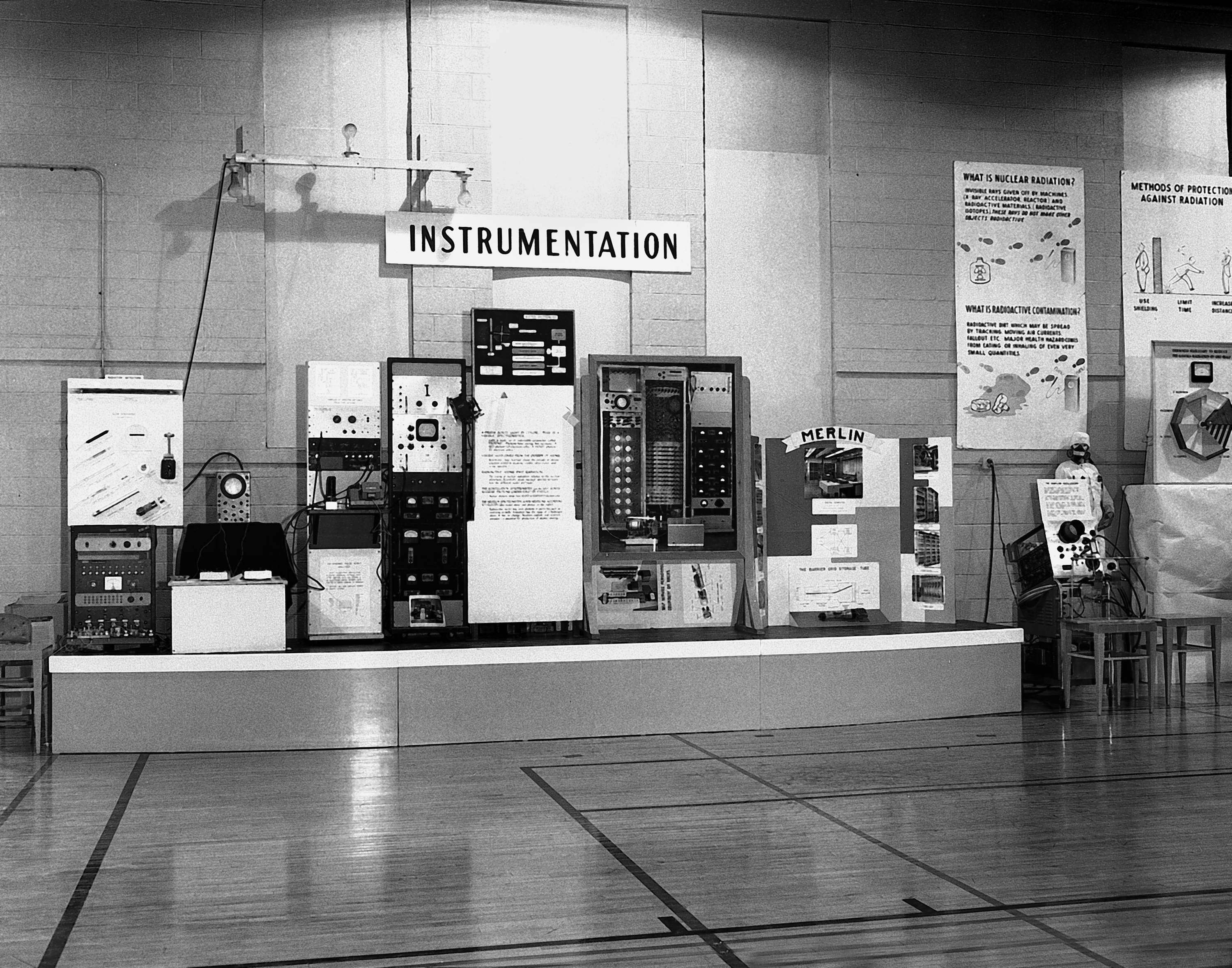
Présentation de Tennis for Two, sur la gauche, lors des portes ouvertes du laboratoire en 1958.
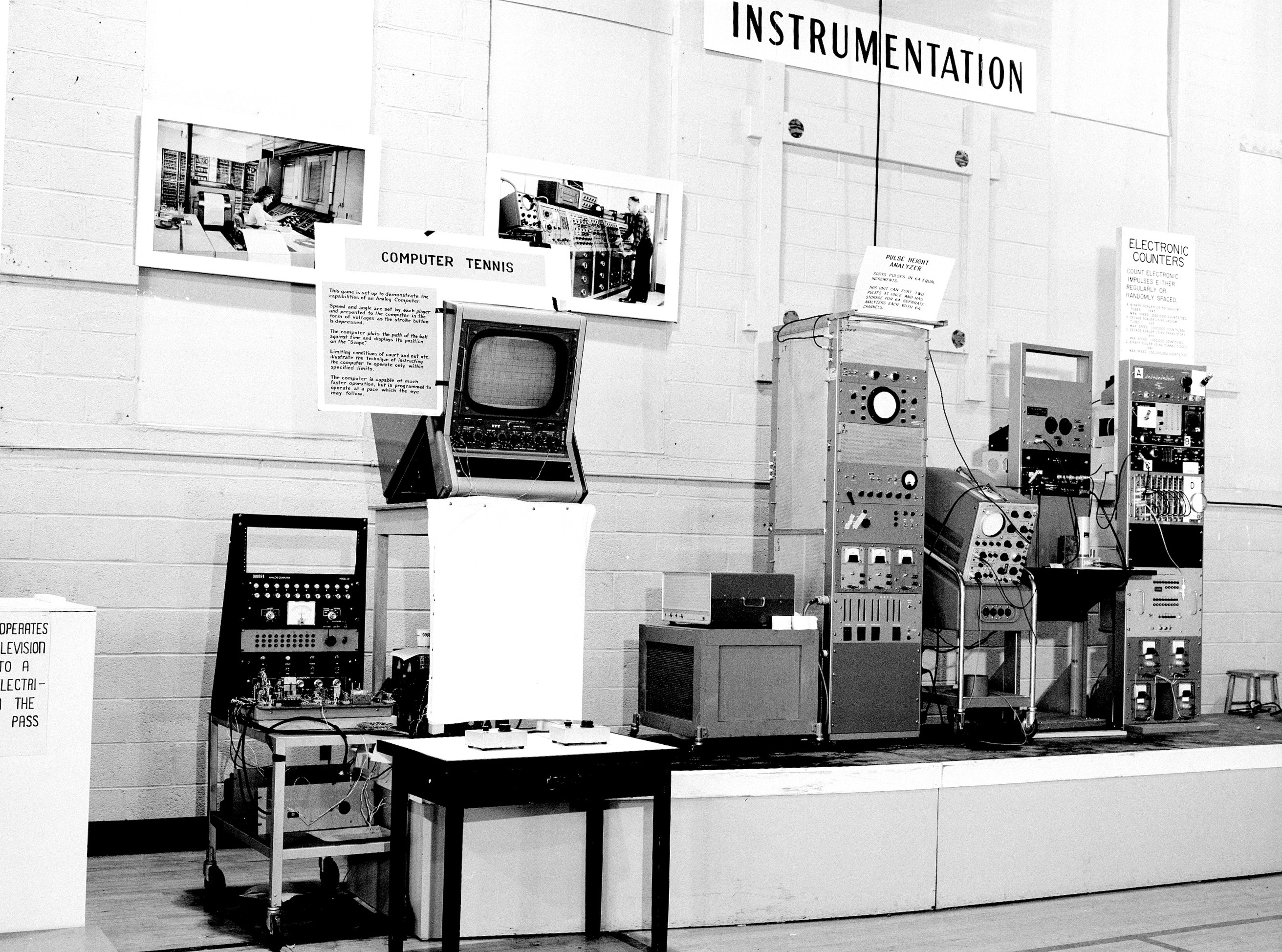
Présentation en 1959, avec un plus grand oscilloscope et des explications textuelles.
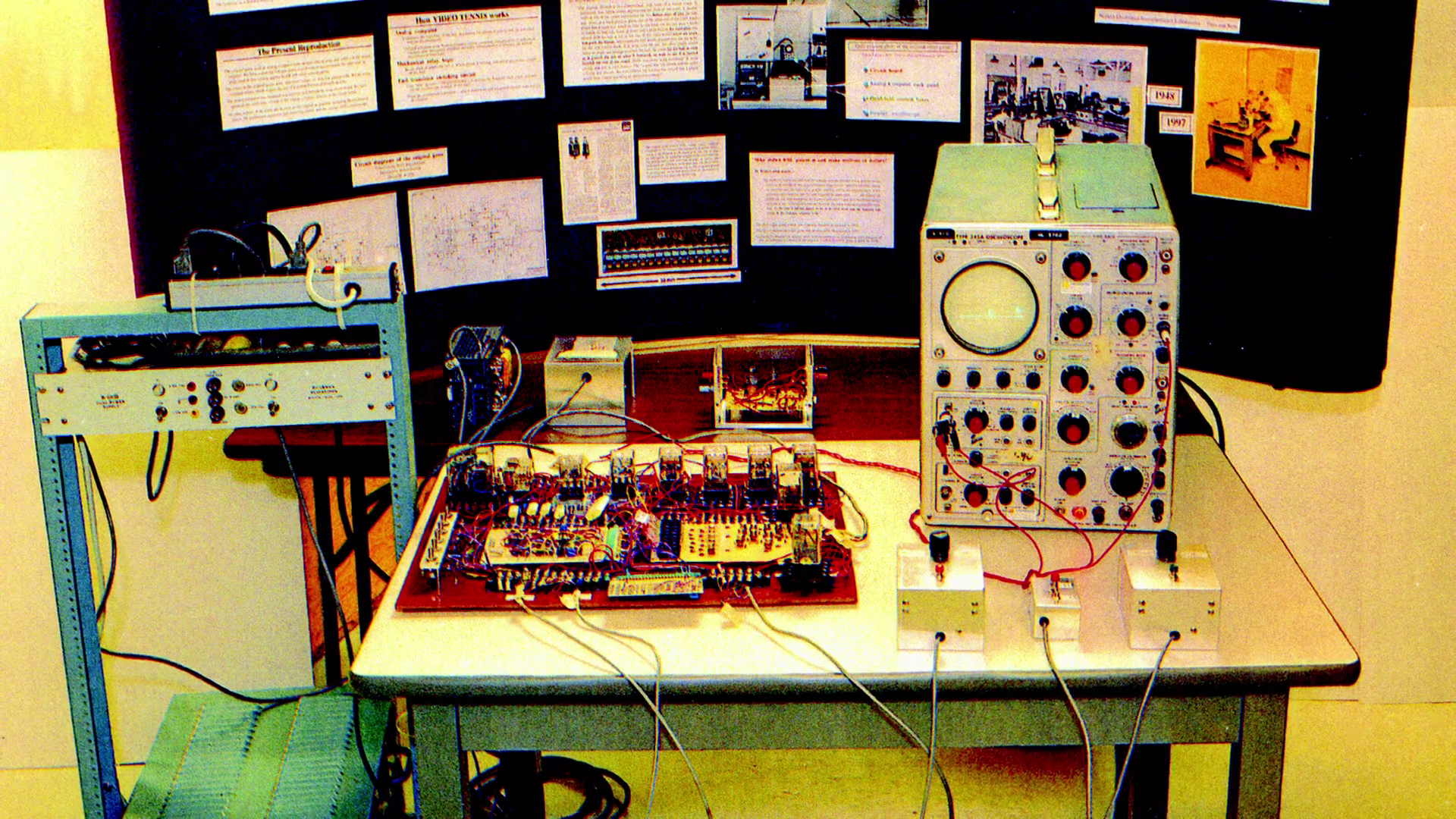
Reconstitution en 1997 de la configuration nécessaire pour Tennis for Two par le même laboratoire.

## Postérité

### Tennis for Two, le premier jeu vidéo?
Tennis for Two est considéré par de nombreux journalistes comme un des premiers jeux vidéo de l'histoire. En mars 1981, 23 ans après la première apparition publique de la machine, un article du Brookhaven Bulletin envisage que Tennis for Two soit le premier jeu vidéo, idée reprise par la suite dans différents magazines spécialisés, comme Creative Computing en 1982, puis Video and Arcade Games, un magazine dérivé, au printemps suivant. John Anderson y écrit notamment « il y avait Bell, il y avait Edison et Fermi. Et puis il y a eu Higinbotham », pour souligner l'importance de ce dernier dans la création du jeu vidéo,. Selon le Museum of Electronic Game & Arts, Tennis for Two est le premier jeu vidéo de sport, le premier à afficher les informations en temps réel, le premier à traiter des données en provenance de deux contrôleurs manipulés par des humains (le rendant donc interactif) et le premier système électronique conçu dans un but ludique. David H. Ahl, créateur entre autres de Creative Computing a essayé Tennis for Two en 1958 lors d'une visite à Brookhaven, et aurait été profondément marqué par cette expérience. C'est en partie grâce à Ahl que le jeu est largement cité dans les pionniers du jeu vidéo, grâce à une couverture fréquente dans des articles figurant dans les magazines d'informatique qu'il a créé.
Il est notamment le précurseur de Pong, le premier jeu vidéo populaire, qui fait décoller le secteur du jeu vidéo au début des années 1970. Bien qu'ils soient tous les deux des jeux de tennis, Tennis for Two se concentre sur la gestion de la balle, alors que dans Pong, le joueur ne contrôle que la raquette.
Tout le monde n'est cependant pas d'accord avec cette paternité proclamée. Avant Tennis for Two, de nombreux projets sont restés confinés au sein des laboratoires avec peu de visibilité publique : Bertie the Brain en 1950, un jeu de tic-tac-toe contre une intelligence artificielle, Nimrod simulant un jeu de Nim en 1951 ou encore OXO, créé sur ordinateur EDSAC en 1952, soit six à huit ans avant le jeu de Higinbotham,. Ils ne sont en revanche pas considérés comme de véritables jeux vidéo par de nombreux spécialistes, car ils sont statiques, sans réel apport de la vidéo comme le déplacement de la balle dans Tennis for Two. Le fait que ces projets aient été développés dans un but de démonstration technique et non dans un but de divertissement est également un argument formulé notamment par le laboratoire de Brookhaven,.
Pour d'autres, Spacewar!, développé sur l'ordinateur PDP-1 en 1962, est le premier jeu vidéo à s'afficher sur un écran CRT,. Ralph Baer, créateur de la console de jeu Odyssey en 1971, cherchant probablement à légitimer sa place dans cette nouvelle industrie, considère que Tennis for Two n'est pas un jeu vidéo. Selon lui, un jeu vidéo doit pouvoir être joué sur un écran de télévision pour être considéré en tant que tel. Il critique également le fait qu'Higinbotham n'a pas protégé son invention et qu'il ne peut donc pas être considéré comme le « père » d'un monde qu'il a laissé tomber. Finalement, Baer estime qu'il n'y a que deux personnes qui peuvent se considérer comme pères du jeu vidéo : Nolan Bushnell, concepteur de Computer Space en 1969, et lui-même, qui avait déjà imaginé le concept de jeu sur télévision en septembre 1966.

### Invalidation du brevet de Magnavox

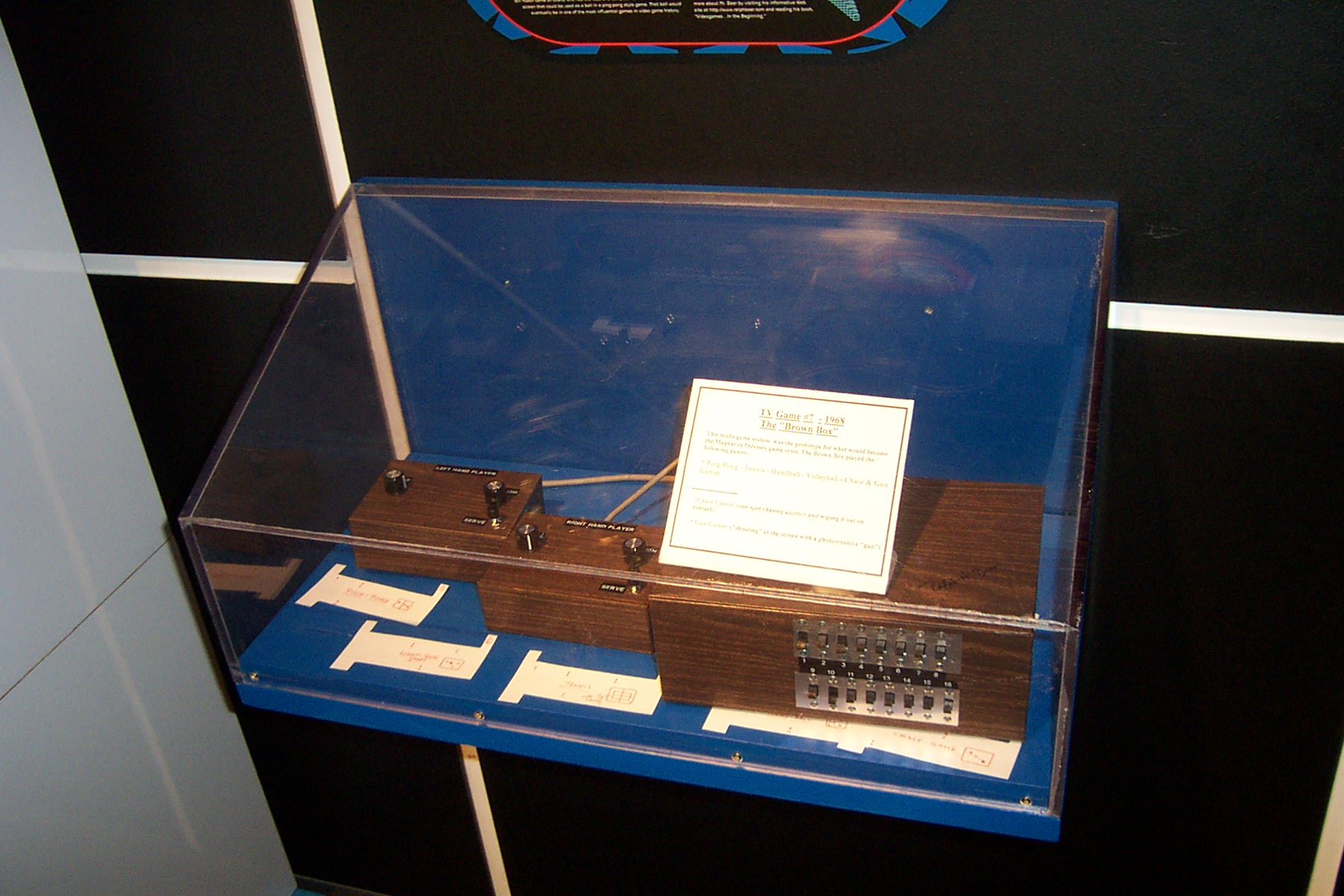
Prototype de l'Odyssey, console de salon contenant notamment un jeu de balle qui aurait pu être protégé par un brevet.

Au cours de sa vie, Higinbotham dépose une vingtaine de brevets pour ses inventions, qui deviennent propriété du gouvernement des États-Unis. Cependant, aucun brevet n'est déposé sur Tennis for Two car ce n'est pas un domaine intéressant pour le gouvernement à l'époque et Higinbotham n'y voit pas d'intérêt,. Il estime notamment que son combat contre la prolifération de l'arme nucléaire, ses travaux sur la technologie radar au MIT et ses autres brevets sont plus utiles à la société :

« C'est plutôt bien que je reçoive cette reconnaissance. Cependant, je considère que mon jeu de tennis a été un projet mineur. L'afficheur pour radar que j'ai conçu au MIT était bien plus important. Les brevets gouvernementaux à mon nom que j'ai déposé au MIT, Los Alamos ou à Brookhaven sont plus basiques mais sont plus utiles à la société. Ce que je trouve le plus désespérant est que tous mes efforts durant mes 38 ans de carrière n'ont pas eu tant d'impact que ça sur la course à l'armement nucléaire. »

— William Higinbotham, Notes personnelles
Higinbotham estime, dans une interview de 1982, que c'est une bonne chose qu'il n'y ait pas eu de brevet pour Tennis for Two. Si tel avait été le cas, les premiers éditeurs de jeux vidéo, dont Magnavox, auraient dû demander une autorisation des États-Unis pour publier des jeux vidéo. Par ailleurs, Higinbotham et le laboratoire de Brookhaven réussissent à empêcher Magnavox de déposer un brevet sur les jeux vidéo utilisant des balles rebondissantes, estimant qu'ils en ont la paternité. Alors que Magnavox attaque en justice toute entreprise présentant un concept similaire à l'Odyssey, l'équipe de Brookhaven a les preuves, notamment les schémas électroniques datés de 1958, que l'invention de Tennis for Two précède largement la console de Magnavox. En juin 1982, après cinq ans de démêlés judiciaires, Higinbotham et deux de ses collègues ont rendez-vous pour témoigner devant la justice en vue d'invalider le brevet, mais ils préfèrent alors un arrangement à l'amiable.

### Hommages

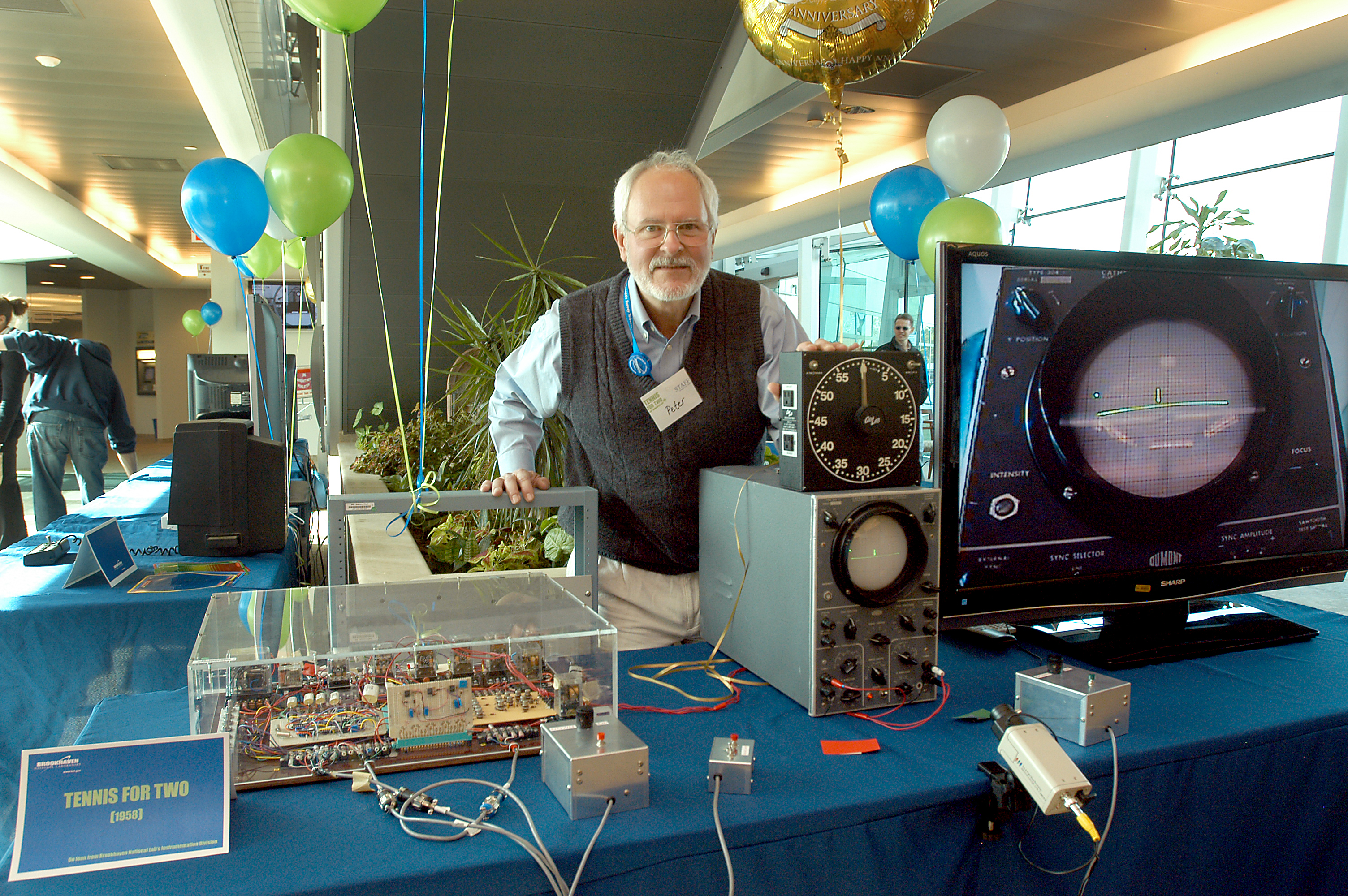
Reproduction de Tennis for Two aux portes ouvertes de Brookhaven pour les 50 ans de l'invention en 2008.

Des chercheurs du laboratoire de Brookhaven mettent en avant le jeu à deux reprises, afin de célébrer cette avancée considérée comme majeure.
En 1997, quatre personnes, Peter Takacs, Gene Von Achen, Paul O'Connor et Scott Coburn, du laboratoire de Brookhaven, recréent le jeu, à partir des schémas d'Higinbotham, pour célébrer le 50e anniversaire du laboratoire. Ils prennent trois mois pour finaliser la reproduction, alors qu'Higinbotham et Dvorak n'avaient mis qu'un mois pour réaliser la même machine en 1958. Ce délai est partiellement dû au fait que l'équipe a mis du temps à récupérer certains éléments électroniques, qui ne sont plus utilisés couramment désormais. Le calculateur analogique à tubes électroniques, utilisant une technologie disparue depuis des décennies, est remplacé par un modèle plus récent, le Donner Model 3400, qui fonctionne comme le calculateur original. Après cette démonstration, la machine est conservée dans les archives de la bibliothèque présidentielle Gerald Ford,.
Le 24 octobre 2008, le laboratoire ouvre spécialement ses portes au public pendant quelques heures pour les 50 ans de Tennis for Two. La machine de 1997, n'ayant pas servi depuis son exposition, est sortie des cartons et, après quelques retouches, est réutilisée. L'équipe « croise les doigts pour que la machine fonctionne jusqu'au vendredi [des 50 ans du jeu] », car elle est composée de pièces relativement anciennes. Le jour venu, la machine officie sans souci pendant deux heures, avant que la ligne du filet ne disparaisse. Takacs décide alors de regarder les plans de la machine et trouve la cause du dysfonctionnement, qu'il corrige en 25 minutes avec l'aide d'O'Connor, en remplaçant une pièce défectueuse. Selon Takacs, « grâce à son architecture simpliste, il a été facile d'identifier le problème et de remplacer la pièce. Si un jeu d'aujourd'hui tombait en panne, ce ne serait pas le cas. L'électronique est devenu trop complexe, il aurait fallu le renvoyer au fabricant ». Aucun autre incident n'a lieu et près de 200 visiteurs sont recensés durant la journée, qui ont pu découvrir d'autres expériences d'époque, également exposées par le laboratoire,.
Cette machine est cependant trop fragile pour être exposée publiquement plus d'une journée, notamment à cause de la surchauffe de certaines pièces. En 2015, Ben Johnson réalise une autre reproduction pour l'organisation New-York Historical Society, au sein de l'exposition Silicon City, qui est proposée jusqu'en avril 2016. Après avoir rencontré Peter Takacs et avoir testé la reproduction de 1997, Johson reproduit le jeu sur Macintosh avec le moteur de jeu Unity, utilise les mêmes contrôleurs que dans la version originale et reproduit la même interface de jeu.